# 200 km/h in the Wrong Lane
A 200 km/h in the Wrong Lane (magyarul: 200 km/h sebességgel a szembejövő sávban) a t.A.T.u. első angol albuma. 2002-ben jelent meg.

## Dallista
| #  | Számcím                               | Hossz |
| -- | ------------------------------------- | ----- |
| 1  | Not Gonna Get Us                      | 4:22  |
| 2  | All the Things She Said               | 3:34  |
| 3  | Show Me Love                          | 4:17  |
| 4  | 30 Minutes                            | 3:18  |
| 5  | How Soon Is Now?                      | 3:16  |
| 6  | Clowns (Can You See Me Now?)          | 3:13  |
| 7  | Malchik Gay                           | 3:10  |
| 8  | Stars                                 | 4:09  |
| 9  | Ya Soshla S Uma                       | 3:34  |
| 10 | Nasz nye dogonyat                     | 4:20  |
| 11 | Show Me Love (hosszabbított változat) | 5:10  |

|    | Bonus dalok                                                            |      |
| 12 | 30 Minutes (Remix)                                                     | 5:52 |
| 13 | Malchik Gay (Remix Edit) (Csak Japánban)                               | 3:52 |
| 14 | Malchik Gay (Remix) (Csak Európában)                                   | 5:07 |
| 15 | Ne Ver', Ne Boysia (Csak Japánban, Angliában, Európában és Brazíliában | 3:04 |
| 16 | All the Things She Said (DJ Monk's Mix ) (Csak Japánban)               | 3:48 |
|    | -                                                                      |      |

## Helyezések
| Ország        | Helyezés | Minősítés  | Eladás    |
| ------------- | -------- | ---------- | --------- |
| Ausztrália    | 19       | Platina    | 85.000    |
| Ausztria      | 1        | Platina    | 18.000    |
| Dánia         | 13       | -          | -         |
| Finnország    | 2        | Platina    | 49418     |
| Franciaország | 8        | Arany      | 100 000+  |
| Németország   | 3        | Platina    | 200.000+  |
| Magyarország  | 1        | Arany      | 10.000+   |
| Írország      | 66       | -          | -         |
| Olaszország   | 5        | Arany      | 55.000    |
| Japán         | 1        | 4x Platina | 1 112 146 |
| Mexikó        | -        | Arany      | 75.000+   |
| Hollandia     | 32       | -          | -         |
| Új-Zéland     | 9        | -          | -         |
| Svédország    | 14       | Arany      | 30 000+   |
| Svájc         | 5        | Platina    | 40.000+   |
| Anglia        | 12       | Arany      | 100.000+  |
| USA           | 13       | Arany      | 760 000   |